# Ernst Voß

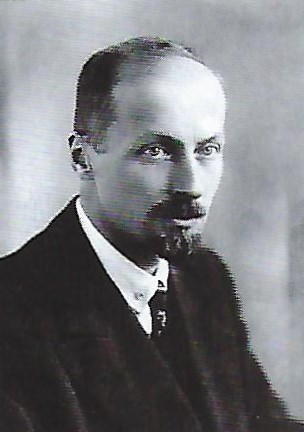
Ernst Voß

Ernst Christian Theodor Sophus Wilhelm Voß (* 23. Februar 1886 in Doberan; † 19. März 1936 in Rostock) war ein deutscher evangelischer Geistlicher und Bibelübersetzer.

## Leben

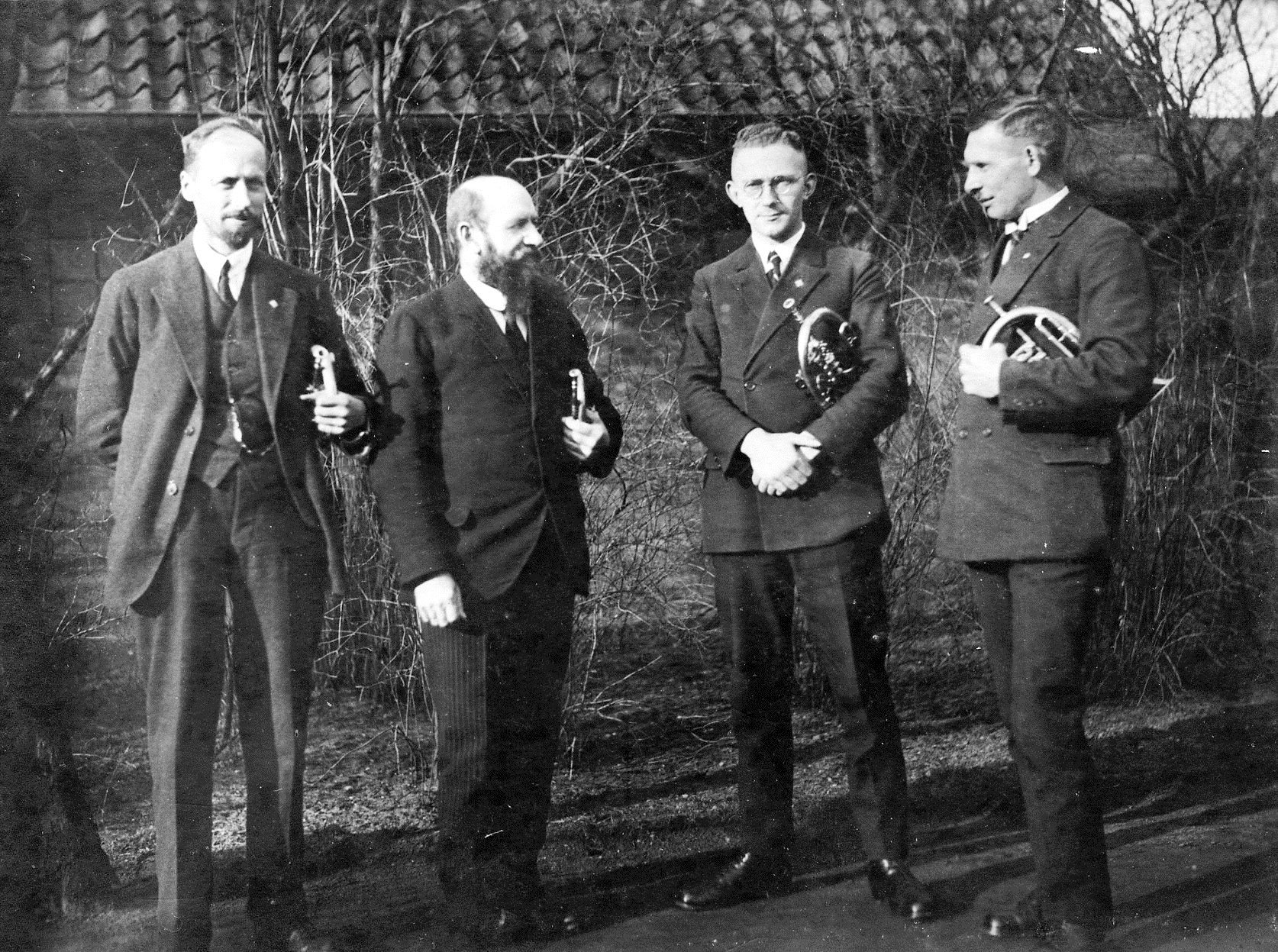
Posaunenfreizeit in Hannover, li. Voß (1930)

Als Sohn eines Gymnasialprofessors besuchte Voß das Friderico-Francisceum in Bad Doberan. Nach dem Abitur studierte er von 1904 bis 1907 an der Universität Erlangen und der Universität Rostock Evangelische Theologie. Nach dem Studium wurde er 1910 Rektor der Stadtschule in Rehna. Er wurde Pastor in Groß Varchow (1912) und Basedow (Mecklenburg) (1918). Am 12. April 1912 heiratete er Hildegard Bruns (1892–1974). 
Von 1923 bis 1936 war Voß Schriftleiter des Mecklenburgischen Hauskalenders. In diese Zeit fällt auch die 1925–1929 von ihm vorgenommene Bibelübersetzung des Neuen Testaments in die Niederdeutsche Sprache. 1929 erschien die Übersetzung unter dem Titel: Dat Ni Testament för plattdütsch Lüd in ehr Muddersprak äwerdragen. Am 2. Juli 1930 erfolgte die Verleihung von Würde, Titel und Rechten eines Lizentiaten ehrenhalber durch die Theologische Fakultät der Universität Rostock. Als Auszeichnung für die Verdienste um die plattdeutsche Sprache und die niederdeutsche Volkskunde erhielt er am 1. Juli 1932 den John-Brinckman-Preis. 1933/34 wirkte er als Pastor in Kirch Jesar bei Hagenow. 
Voß schloss sich für einige Zeit den Deutschen Christen an und wurde zum 15. Juni 1934 in das Amt des Landessuperintendenten nach Ludwigslust berufen. Nach Konflikten 1935 im Kirchenkampf wendete er sich von den Deutschen Christen ab. Im selben Jahr erschien die 2. Auflage von Dat Ni Testament. Seit August 1935 erkrankt, starb Voß mit 50 Jahren. Sein Grab auf dem Friedhof Ludwigslust wird als „erhaltenswürdige Grabstelle“ unterhalten.

## Posaunensache

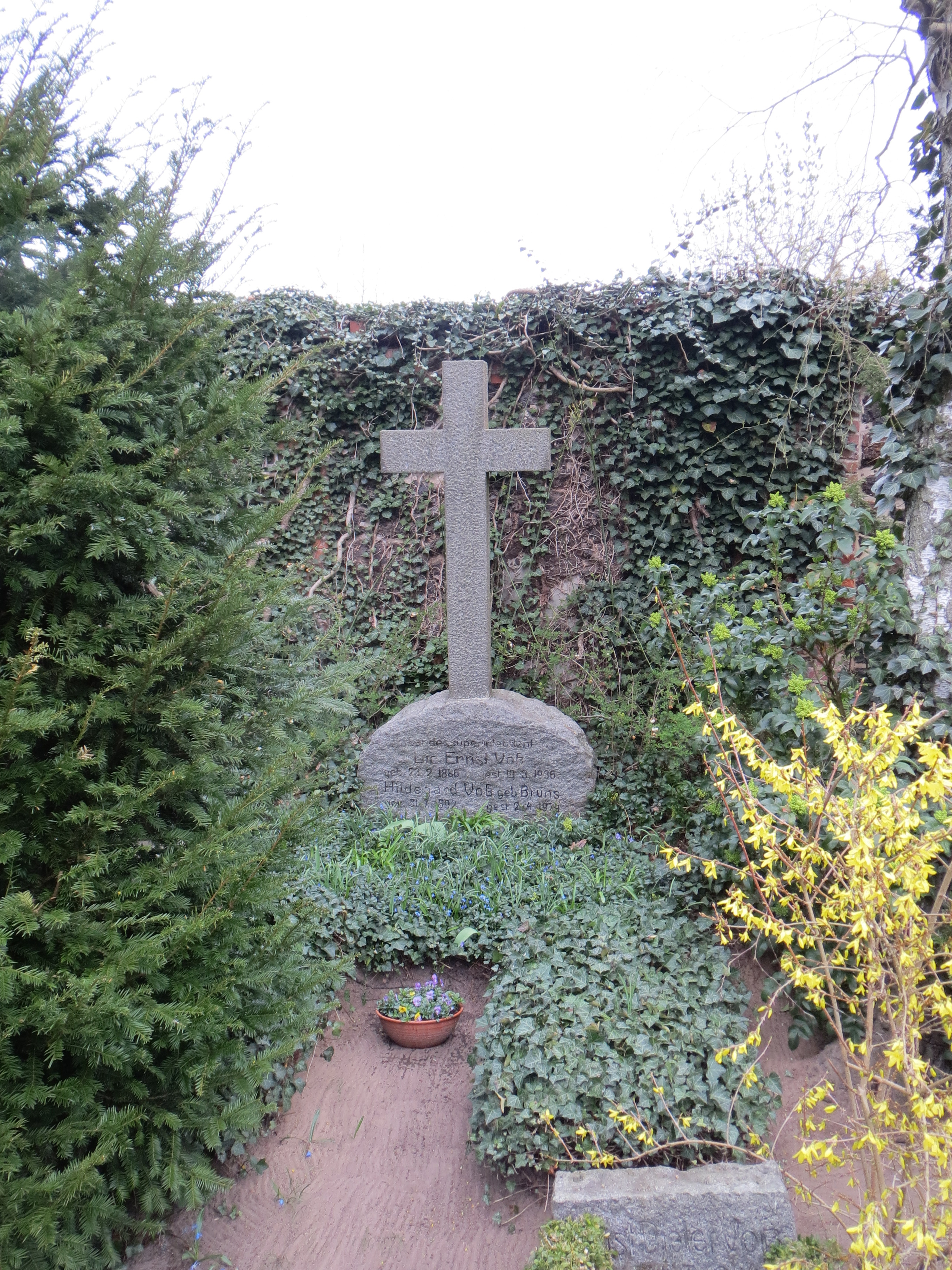
Grab von Voß

Im Juli 1924 wurde Ernst Voß 2. Vorsitzender des Landesverbandes der evangelischen Jungmännervereine und Posaunenchöre in Mecklenburg. Ab April 1929 war er Vorstandsvorsitzender des Mecklenburgischen Posaunenverbandes e. V. Er wirkte mit bei Freizeiten des Landesverbandes und bei Posaunenfesten der Kreisverbände. Beteiligt war er an den Landesposaunentagen in Schwerin (1927) und Wismar (1930). Sein Einsatz trug ihm den Titel „mecklenburgischer Posaunengeneral“ ein.

## Werke
- Dat Ni Testament för plattdütsch Lüd in ehr Muddersprak oewerdragen. Lutherische Verlags–Gesellschaft, Kiel 2014, ISBN 978-3-87503-174-4 (PDF-Datei)